# Dacula
Dacula je město v Gwinnett County, v Georgii, ve Spojených státech amerických. V roce 2011 žilo ve městě 4459 obyvatel.

## Demografie
Podle sčítání lidí v roce 2000 žilo ve městě 3848 obyvatel, 1283 domácností a 1077 rodin. V roce 2011 žilo ve městě 2193 mužů (49,2%), a 2266 žen (50,8%). Průměrný věk obyvatele je 35 let.